# Steve Huxley
Steve Huxley (Liverpool, 1950 - Barcelona, 29 d'octubre de 2015) fou un profesor anglès reconvertit a empresari cerveser. Especialitzat originàriament en llengües clàssiques, va dedicar gran part de la seva vida a la cervesa. El 2006 va escriure el llibre La cervesa... poesia líquida: un manual per cervesiàfils, considerada la bíblia de l'elaboració de cervesa artesana. Fundador de la Steve Beer Academy, la primera escola per a productors de cervesa. Cada any és homenatjat en el Barcelona Beer Festival.

## Obra publicada
- 2006: La cervesa... poesia líquida: un manual per cervesiàfils. Ediciones Trea. ISBN 978-84-9704-592-6